# Orrmaesia nucella
Orrmaesia nucella é uma espécie de gastrópode do gênero Orrmaesia, pertencente a família Drilliidae.
Esta espécie ocorre na zona demersal do Oceano Índico ao largo de Transkei e KwaZulu-Natal , África do Sul